# Jüdischer Friedhof (Luka)
Koordinaten: 50° 9′ 23″ N, 13° 8′ 22,2″ O

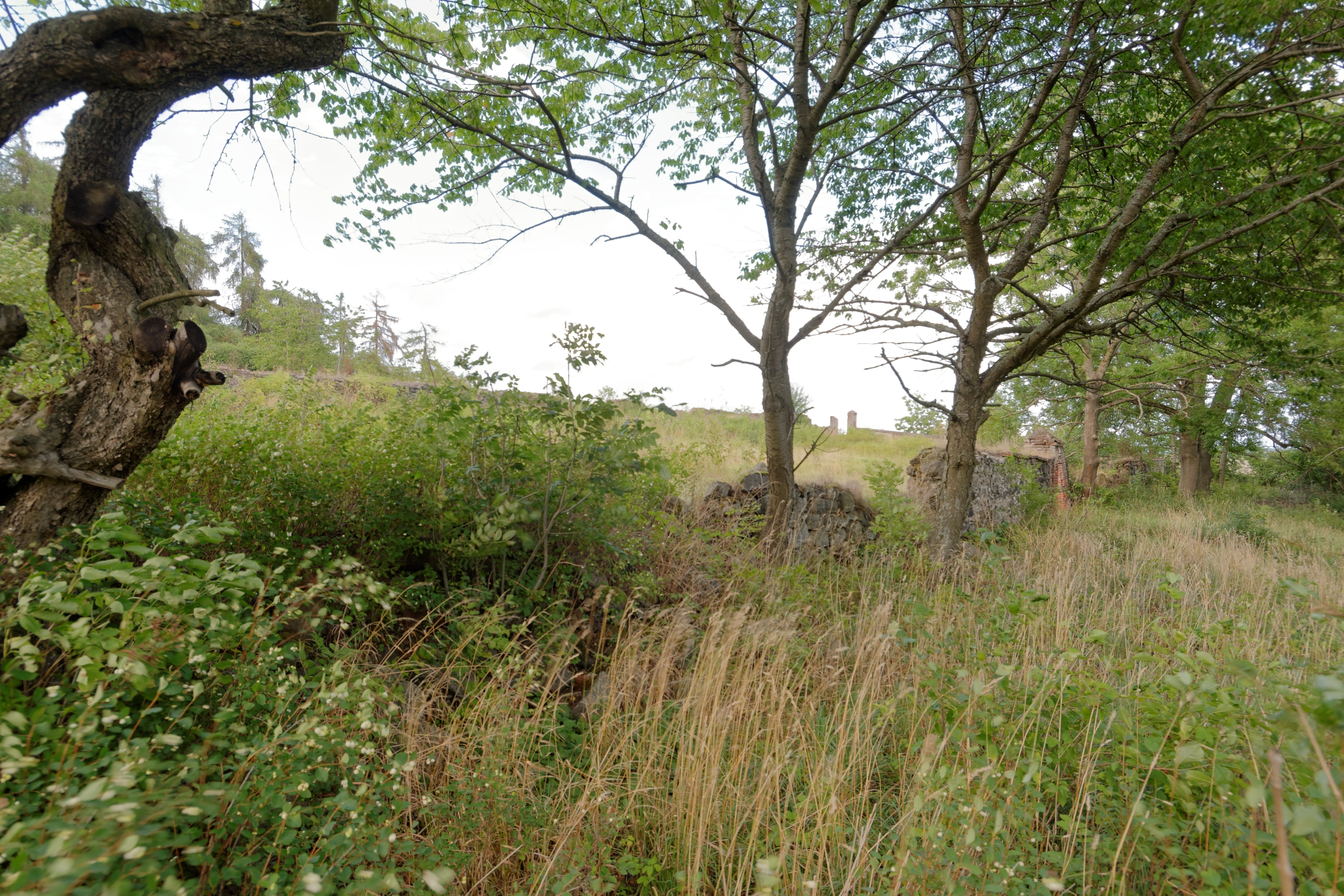
Jüdischer Friedhof in Luka

Der Jüdische Friedhof in Luka (deutsch Luck), einem Ortsteil der tschechischen Gemeinde Verušičky im Okres Karlovy Vary, wurde vermutlich im 17. Jahrhundert angelegt. 
Auf dem 1690 Quadratmeter großen jüdischen Friedhof, der westlich des Dorfes liegt, sind nur wenige Grabsteine vorhanden, die von Pflanzen überwuchert sind.